# سالومي دي بهية
سالومي دي بهية (بالبرتغالية: Salomé de Bahia‏) هي مغنية برازيلية، ولدت في 23 يونيو 1945.

## وصلات خارجية
- سالومي دي بهية على موقع ميوزك برينز (الإنجليزية)
- سالومي دي بهية على موقع أول ميوزيك (الإنجليزية)
- سالومي دي بهية على موقع ديسكوغز (الإنجليزية)